# Pantoporia mindanica
Pantoporia mindanica är en fjärilsart som beskrevs av Siuiti Murayama 1978. Pantoporia mindanica ingår i släktet Pantoporia och familjen praktfjärilar. Inga underarter finns listade i Catalogue of Life.